# Programmet för främjande av finländsk matkultur
Programmet för främjande av finländsk matkultur (Sre) har initierats av regeringen och verkställs av jord- och skogsbruksministeriet. Programmets generalsekreterare är Marja Innanen.
Det treåriga (2008-2011) programmet har som främsta mål att höja uppskattningen för mat och de som framställer och tillreder mat. Andra särskilda mål är att utveckla kvaliteten, främja lokal och ekologisk mat, påverka våra kostvanor och hjälpa livsmedelsbranschen bli internationell.
Sre:s huvudsakliga målgrupp är finländska konsumenter, framför allt barn och unga, samt de som fattar beslut.

## Verksamhet
Sre:s huvudtema år 2009 var "Vi ska äta tillsammans”, och år 2010 "Hållbara val".
Sre ordnar bland annat kampanjer. Till exempel år 2008 ordnades skolmatskampanjen, som uppmanade kommunalvalskandidaterna, kommunala beslutsfattare och väljare att underteckna en vädjan och ett löfte om bättre skolbespisning.
Sre stöder 11 projekt, som fokuserar på fyra sektorer (utvecklande av skolbespisningen, spridande av smakskolekonceptet, ökande av uppskattningen av mat och dem som tillagar den samt främjande av hållbarheten inom professionella kök).
Varje månad väljer programmet för främjande av finländsk matkultur Månadens matblogg bland bloggar som befrämjar finländsk matkultur. Sre har också två egna bloggar: Sanoja lautaselta och Puolivirallista ruokaa.

## Talesmän
Sre har 6 talesmän
- Tapio Korjus
- Mitro Repo
- Kaari Utrio
- Elastinen
- Jaakko Nuutila
- Maria Jungner